# Очиров, Уташ Улазганович
Уташ Улазганович Очиров (25 декабря 1911, хотон Нюкн, Астраханская губерния — 1 февраля 1994, Элиста) — калмыцкий учёный, педагог, переводчик прозы и драматургии на калмыцкий язык, специалист по калмыцкой и русской сравнительной лингвистике, калмыковед, один из организаторов высшего образования в Калмыцкой АССР. Заслуженный учитель Калмыцкой АССР.

## Биография
Родился 25 декабря 1911 года в бедной многодетной семье.
С раннего детства воспитывался у своего дяди Бокты Очирова, который позднее организовал коневодческий колхоз № 8 и был заместителем председателя ЦИК Калмыцкой АССР. Затем воспитывался в Астраханском детском доме № 4. Обучался в школе крестьянской молодёжи, по окончании которой стал заведующим общего отдела Икицохуровского райкома ВКП(б).
В 1930 году поступил на калмыцкое историко-филологическое отделение и кафедру калмыковедения педагогического факультета Саратовского университета. С июня 1933 года по сентябрь 1934 работал заведующим Приморского райОНО Калмыцкой автономной области. С сентября 1934 года по август 1935 год был директором Элистинской средней школы № 1, потом до августа 1936 года заведующим учебной части института повышения квалификации народного образования. В августе 1936 года поступил в Москве в аспирантуру Научно-исследовательского института школ РСФСР. Будучи в Москве, преподавал калмыцкий язык в калмыцкой студии ГИТИСа. В 1936 году перевёл на калмыцкий язык роман Алексея Толстого «Хлеб». В 1938 году выпустил в издательстве «Учпедгиз» свою первую научную монографию «Грамматика калмыцкого языка».
В 1938 году его дядя, который был известным калмыцким общественным деятелем, был объявлен «врагом народа» и расстрелян, и У. Очиров был вынужден оставить свою преподавательскую деятельность в ГИТИСе и прекратить своё обучение в аспирантуре. Возвратившись в Калмыкию, с декабря 1937 года был назначен научным сотрудником в научно-исследовательскую комиссию при ЦИК Калмыцкой АССР по калмыцкому языку и литературе. В это время он занимался редактированием методических сборников и учебных пособий. В 1939—1940 годах он выпустил «Букварь» на калмыцком языке и «Сборник упражнений по грамматике калмыцкого языка».
В сентябре 1940 года восстановился в аспирантуре, после окончания которой в июле 1941 года его направили преподавать в Калмыцкий педагогический институт. В это же время он был старшим научным сотрудником Калмыцкого научно-исследовательского института языка и литературы.
7 октября 1941 года был призван в ряды Красной Армии. Служил в пулемётном расчёте 71-го стрелкового полка Южного фронта. Летом 1942 года был ранен и после шестимесячного лечения в госпитале получил инвалидность. После госпиталя отбыл на родину, чтобы продолжить там своё лечение. В декабре 1942 года был назначен инспектором Наркомпроса Калмыцкой АССР и в июне 1943 года стал завучем Яшкульской школы. В ноябре 1943 года его вновь призвали на фронт. В мае 1944 года он был демобилизован в связи с проведением депортации калмыков. Был направлен на спецпоселение в Омскую область. Преподавал в школе села Полтавка. С сентября 1944 года преподавал в педагогическом училище. В октябре 1946 года его уволили из училища, и он устроился на работу в среднюю школу № 41 на станции Исиль-Куль.
После восстановления Калмыцкой АССР возвратился на родину и стал преподавателем отделения калмыцкой филологии при Ставропольском педагогическом институте. В это время он стал заниматься написанием учебников по калмыцкому языку, за которые он получил научное звание доцента по кафедре русского и калмыцкого языка Ставропольского педагогического института. С 1957 года издал несколько десятков учебников калмыцкого языка и литературы для 1 — 10 классов национальной школы, хрестоматии по родному языку и учебные пособия для студентов. В 1962 году он получил учёную степень кандидата педагогических наук. В 1964 году был создан Калмыцкий педагогический институт, и Уташ Очиров стал работать в этом учебном заведении. На протяжении последующего времени Уташ Очиров работал деканом филологического факультета, заведующим кафедрой калмыцкого языка и литературы в Калмыцком педагогическом институте, который в 1970 году был преобразован в Калмыцкий университет.
В 1964 году написал учебное пособие «Синтаксис калмыцкого языка». В 1970 году перевёл на калмыцкий язык повесть Чингиза Айтматова «Первый учитель».
До 1994 года работал в Калмыцком государственном университете. Скончался 1 февраля 1994 года в Элисте.

## Избранные сочинения
- Грамматика калмыцкого языка, М., 1938;
- Букварь калмыцкого языка, М., 1939;
- Очиров У. У. Грамматика калмыцкого языка : Синтаксис / Отв. ред. Г. Д. Санжеев. — Элиста : Калмиздат, 1964. — 243 с.

## Источник
- Один из патриархов калмыковедения: к 100-летию У. У. Очирова. — Элиста: ЗАОр «НПП Джангар», 2011. — 368 с. — ISBN 978-5-94587-488-6